# 13680 Katyafrantseva
13680 Katyafrantseva este o planetă minoră (asteroid) din centura de asteroizi. A fost descoperită pe 4 august 1997 la centre de recherches en géodynamique et astrométrie⁠(d) de OCA-DLR Asteroid Survey⁠(d) și a fost numită după Kateryna Frantseva⁠(d). 
Obiectul prezintă o orbită caracterizată de o semiaxă mare de 2,9287375 UAi, o excentricitate de 0,05, o înclinație de 1,50778 ° în raport cu ecliptica.